# Чарлі (ураган)
Ураган «Чарлі» (англ. Hurricane Charley) — перший з чотирьох ураганів, що обрушилися на Флориду в 2004 році, разом з Френсісом, Іваном і Жанною, а також вважається одним з найсильніших ураганів, що колись обрушилися на Сполучені Штати.
Після повільного переміщення Карибським басейном «Чарлі» перетнув Кубу у п’ятницю, 13 серпня, як ураган 3-ї категорії, завдавши значних пошкоджень та 4 загиблих. Того ж дня він перетнув Національний парк Драй-Тортугас, лише через 22 години після того, як тропічний шторм Бонні обрушився на північний захід Флориди. Це був перший випадок в історії, коли два тропічні циклони вразили один і той же штат за 24 години. На своїй піковій інтенсивності 150 миль/год (240 км/год) ураган «Чарлі» обрушився на північну частину острова Каптіва та південну частину острова Північна Каптіва, перш ніж перетнути Бокелію, завдавши серйозної шкоди. Потім Чарлі продовжував завдавати серйозної шкоди, коли вийшов на берег півострова в Пунта-Горда . Він продовжувався на північний-схід вздовж коридору Піс-Рівер, спустошуючи Пунта-Горду, Порт-Шарлотт, Клівленд, Форт-Огден, Нокаті, Аркадію, Золфо-Спрінгс, Себрінг і Вочулу. Золфо-Спрінгс був ізольований майже на два дні, оскільки маси великих дерев, стовпів електропередач, ліній електропередач, трансформаторів та сміття заповнили вулиці. Ваухула підтримував пориви до 147 миль/год (237 км/год); Будівлі в центрі міста обрушилися на Головну вулицю. Зрештою, шторм пройшов через центральну та східну частини столичного району Орландо , досі несучи вітри зі швидкістю до 106 миль/год (171 км/год). Місто Зимовий парк, на північ від Орландо, також зазнав значної шкоди, оскільки його багато старих великих дубів не відчували сильних вітрів. Падаючі дерева зривали електропостачання та розбивали автомобілі, а їх величезне коріння піднімало підземні води та каналізацію. Шторм сповільнився, коли вийшов із штату над Ормонд-Біч на північ від Дейтона-Біч. Шторм був остаточно поглинутий фронтом в Атлантичному океані незабаром після сходу сонця 15 серпня поблизу південно-східного штату Массачусетс.
Спочатку очікувалося, що Чарлі вдарить далі на північ у Тампі , і застав багатьох жителів Флориди зненацька через раптову зміну шляху шторму, коли він наближався до штату. На своєму шляху «Чарлі» спричинив 10 смертей і збитки на 16,9 мільярдів доларів застрахованого житлового майна, що зробило його другим найдорожчим ураганом в історії Сполучених Штатів на той час. Чарлі був компактним, швидкоплинним штормом, який обмежував масштаби та тяжкість пошкодження.

## Метеорологічна історія

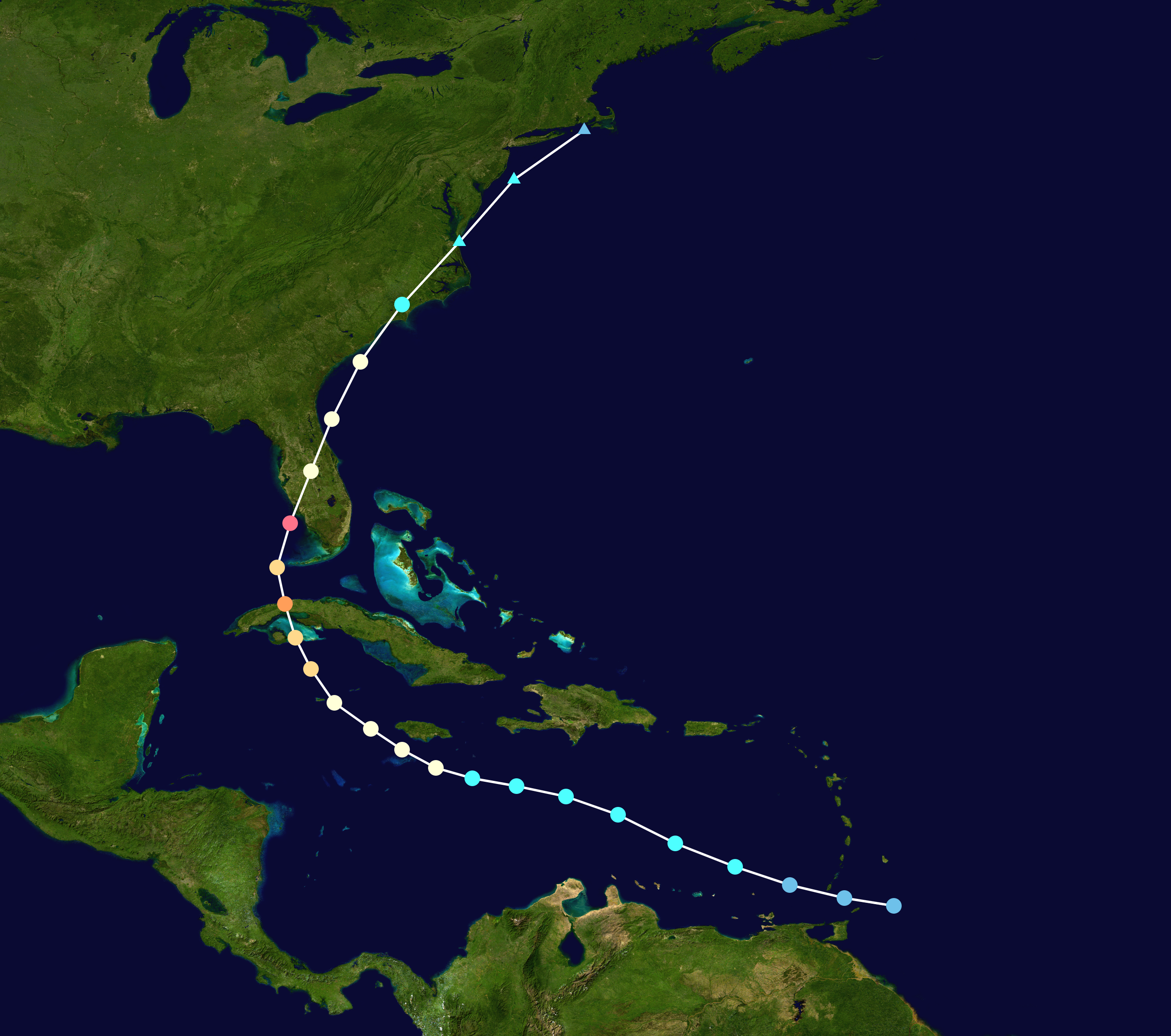
Карта шляху та інтенсивності Урагану Чарлі за шкалаю ураганів Саффіра–Сімпсона

Чарлі зародився як тропічна хвиля, що залишила західне узбережжя Африки 4 серпня. Він швидко просувався на захід і стійко організовувався над відкритим Атлантичним океаном з конвекцією, що розвивається у вигляді вигнутих смуг. Волна продолжала развиваться по мере приближения к Малым Антильским островам и 9 августа превратилась в Тропическую депрессию 3, в то время как 115  миль (185 км) к юго-юго-востоку от Барбадоса , недалеко от острова Гренада , однако угроза для Барбадоса была недолгой. Низький зсув вітру наверхніх рівнях та чітко виражений відтік сприяли подальшій інтенсифікації, і 10 серпня депресія посилилася, незважаючи на те, що вона розташована у східній частині Карибського моря, яка не особливо підходить для тропічного циклогенезу. У цей час Національний центр ураганів у Маямі привласнив йому ім'я Чарлі.

Сильний гребінь високого тиску на півночі системи змусив Чарлі швидко змінити курс на захід-північний захід. Він продовжував посилюватися і 11 серпня перетворився на ураган 1 категорії, у той час як 90 миль (140  км ) на південь від Кінгстона, Ямайка. Шторм прямував навколо периферії області високого тиску, і в результаті Чарлі змінив напрямок на північний захід. На наступний день ядро пройшло 40 миль (64  км ) на південний захід від Ямайки , торкнувшись острів 11 і 12 серпня. Потім шторм пройшов 15 миль (24  км ) на північний схід від Великого Каймана, досягнувши 2 категорії статус одразу після проходження острова. Ураган продовжував посилюватися, коли він повернув на північний захід і обігнув південно-західну частину субтропічного хребта , перетворившись на сильний ураган  - шторм, що класифікується як ураган 3 категорії або вище - якраз перед тим, як обрушитися на берег на півдні Куби. Чарлі вийшов на берег недалеко від Пунта-Каямас з максимальним стійким вітром 120 mph (190 км/г) та поривами до 133 mph (214 км/г), приблизно о 04:30 за всесвітнім координованим часом 13 серпня. Він перетнув острів, пройшовши близько 15 миль (24  км ) на захід від центру Гавани, а потім слабшає до 110 миль (180 км/г)

Після перетину Куби біля Менелао Мора, ураган Чарлі прискорився на північний схід, до південно-західного узбережжя Флориди, у відповідь на наближення несезонної западини в середній тропосфері. Чарлі пройшов над Dry Tortugas о 12:00 UTC 13 серпня з максимальним вітром близько 110 миль (175 км/г). Удар стався лише 22 години після тропічного шторму Бонні, яка вийшла на берег на острові Сент-Вінсент; зазначається, що два тропічні циклони вперше за 24 години досягли одного і того ж штату. Потім Чарлі швидко посилився, набравши 110 миль (175 км/г) ураган із мінімальним центральним барометричним тиском 965 mbar (965 hPa; 28.5 inHg) до 145 mph (235 km/h) ураган з тиском 947 mbar (947 hPa; 28.0 inHg) всього за три години. Він продовжував зміцнюватися, коли повернув на північний схід і досяг берега біля острова Кайо-Коста, Флорида, як 150 mph (240 km/h) Ураган 4 категорії з тиском 941 mbar (941 hPa; 27.8 inHg) приблизно у 1945 році координованого часу 13 серпня. Через годину ураган обрушився на Пунта-Горда як 145 mph (235 km/h), а потім пройшов через Порт-Шарлотт і гавань Шарлотти. Однак, перед тим, як вийти на сушу, око зменшилося, тому найсильніші вітри обмежувалися областю в межах 7 миль (11  км ) центру.
Чарлі значно послабшав через те, що він пройшов над сушею, але все ще зберігав стійкий вітер близько 85 mph (135 km/h) оскільки він проходив безпосередньо над Орландо між 00:20 та 01:40 за всесвітнім координованим часом 14 серпня; пориви до 106 mph (171 km/h) були зареєстровані у міжнародному аеропорту Орландо. Він завдав ряд руйнувань по Флориді, а також пройшов недалеко від Кіссіммі. Ураган знову повернувся в Атлантичний океан після того, як він перетнув пляж Нью-Смірна як ураган 1-ї категорії, але трохи посилився над відкритими водами. Продовжуючи стрімко рухатися на північний схід, Чарлі врізався в національний заповідник дикої природи Кейп-Ромен, Південна Кароліна, як 80 mph (130 km/h), ненадовго відійшов від берега і здійснив свій останній вихід на берег біля Норт-Міртл Біч у вигляді мінімального урагану із вітром 75 mph (120 km/h). Потім Чарлі почав взаємодіяти з фронтальним кордоном , що наближається , перетворившись на тропічний шторм над південним сходом Північної Кароліни. Після повернення в Атлантичний океан біля Вірджинія-Біч 15 серпня шторм став позатропічним штормо, раптовий шторм продовжував швидко пересуватися на північний схід і був повністю поглинений фронтом невдовзі після сходу сонця 15 серпня біля південного сходу Массачусетса.

## Підготовка

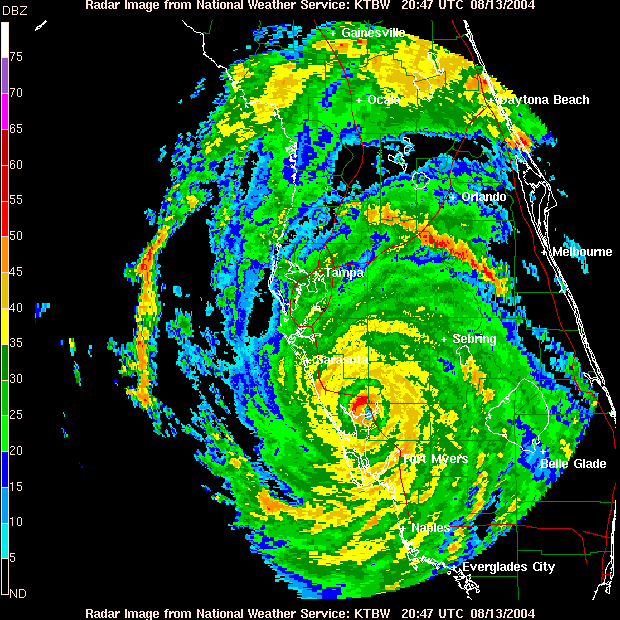
Ураган Чарлі над Пунта-Горда, Флорида, після виходу на берег.

10 серпня, за два дні до того, як ураган пройшов біля острова, влада Ямайки випустила попередження про тропічний шторм, яке на день пізніше було перетворено на попередження про ураган. На Ямайці загроза шторму змусила закрити два аеропорти країни, а також змусила два круїзні лайнери змінити маршрут. Кайманові острови зробили попередження про ураган 11 серпня, за день до того, як ураган пройшов неподалік архіпелагу.
11 серпня, за два дні до того, як ураган обрушився на острів, офіційні особи уряду Куби оголосили про спостереження за ураганом на південному узбережжі. Це було підвищено до попередження про ураган 12-го, за 13 з половиною години до того, як Чарлі вийшов на берег. Через загрозу уряд видав обов'язкову евакуацію для 235 000 осіб. громадян та 159 000 тварин у зоні очікуваного впливу. Ще 3800 жителів було евакуйовано з прибережних островів, а 47 000 жителів Гавани було перевезено зі старих небезпечних будівель у безпечніші райони. Людей доставили до притулків із припасами. Крім того, електромережа на півдні Куби була відключена, щоб уникнути нещасних випадків.
11 серпня губернатор Флориди Джеб Буш оголосив про надзвичайне стан через загрозу, що насувається, яку Чарлі представляв для штату, коли шторм все ще знаходився на південь від Ямайки. Національний центр ураганів випустив попередження про урагани на островах Флорида-Кіс і від мису Соболь до гирла річки Сувані за день до проходу Чарлі через штат, тоді як попередження про тропічні шторми були випущені в інших місцях по всій Флориді. Через загрозу 1.9 мільйона людей вздовж західного узбережжя Флориди були змушені евакуюватися, у тому числі 380 000 мешканців району Тампа-Бей та 11 000 жителів Флорида-Кіс. Це був найбільший наказ про евакуацію в історії округу Пінеллас і найбільший запит на евакуацію у Флориді з часів урагану Флойд п'ятьма роками раніше. Багато жителів Флориди залишилися, незважаючи на наказ про евакуацію, оскільки влада підрахувала, що до мільйона людей не підуть у притулки; натомість ці жителі забили свої будинки і купили припаси, щоб пережити шторм. Однак близько 1,42 мільйона людей залишили свої будинки у Флориді, і приблизно 50 000 людей залишили свої будинки. Жителі були розміщені у притулках по всьому штату. Енергетичні компанії мобілізували робітників для підготовки до очікуваних повсюдних відключень електроенергії. База ВПС МакДіл, де розміщується Центральне командування США (USCENTCOM) і військовий центр США під час війни в Іраку, сильно обмежила свій штат на базі, перенісши більшу частину своїх операцій до передового штабу в Досі, Катар. Так само Космічний центр Кеннеді , який зазвичай налічує 13 000 персоналу на об'єкті, його штат скоротився до 200 осіб. Люди, які готуються до урагану, убезпечили всі космічні шатли , запечатавши їх у своїх ангарах. Багато парків розваг у районі Орландо закрилися рано, а «Царство тварин» Волта Діснея залишалося закритим. Це був лише вдруге в історії, коли парк Діснея був закритий через ураган, а другий випадок стався після урагану Флойд. Наближається ураган також змусив кілька круїзних лайнерів змінити маршрут і припинити залізничне сполучення між Маямі та Нью-Йорком.

Ураган Чарлі виходить на берег в Флориді

Швидке зміцнення Чарлі у східній частині Мексиканської затоки застало багатьох зненацька. Приблизно за п'ять годин до виходу на берег у Флориді Чарлі був ураганом 2 категорії, за прогнозами, посилить сильні вітри до 115 миль (185 км/г) при виході на берег у районі Тампа  - Санкт-Петербург. Приблизно за дві години до виходу на берег Національний центр ураганів випустив спеціальне повідомлення, сповістивши громадськість про те, що Чарлі став ураганом 4 категорії зі швидкістю 145 миль/год (235 км/год) із прогнозованим приземленням поблизу Порт-Шарлотт. Внаслідок цієї зміни прогнозу, багато людей в районі округу Шарлотт виявилися непідготовленими до урагану, хоча новий прогноз траєкторії був у межах похибки попереднього прогнозу. Національний центр ураганів, який прогнозує стажера Роббі Берг, публічно звинуватив ЗМІ в тому, що вони змусили мешканців повірити в те, що вихід на берег у Тампі неминучий. Він також заявив, що жителі Порт-Шарлотт отримали достатнє попередження, оскільки попередження про ураган було випущено в районі виходу на берег 23 години тому, а стеження за ураганом проіснувало 35 годин.
Проте, кілька місцевих метеорологів відхилилися від офіційних прогнозів виходу на сушу в Тампа-Бей ще вранці 13 серпня. Джим Фаррелл з WINK , Роберт Ван Вінкль WBBH, Стів Jerve з WFLA в Тампі, Джим Райф з WZVN у Форт - Майєрс і Том Террі з WFTV в Орландо все порвав з їх національними прогнозами новин і заявив, близько 1500 UTC, що Чарлі збирався повернути раніше, завдавши удару по Шарлотт-Харбор і подорожуючи Орландо, як це й мало статися.
Після виходу на берег Флориди губернатор Джорджії Сонні Пердью оголосив надзвичайний стан. У Південній Кароліні губернатор Марк Сенфорд оголосив надзвичайний стан, коли Чарлі наближався до свого останнього виходу на берег. Два прибережні округи були змушені евакуюватися, військовослужбовці штату перенаправили рух транспорту вглиб країни від Міртл-Біч. Усього 138 000 людей було евакуйовано з району Гранд-Стренд

## Наслідки
| Регіон     | Прямі | Непрямі | Всього |
| ---------- | ----- | ------- | ------ |
| Ямайка     | 1     | 0       | 1      |
| Куба       | 4     | 0       | 4      |
| Флорида    | 9     | 20      | 29     |
| Род-Айленд | 1     | 0       | 1      |
| Всього     | 15    | 20      | 35     |

Одна смерть на Ямайці, чотири смерті на Кубі та десять смертей у Сполучених Штатах були прямо приписані Чарлі. Повідомлялося про численні травми, а також про 25 непрямих смертельних випадків у США.
Збитки власності від Чарлі в Сполучених Штатах були оцінені NHC в 16 мільярдів доларів. У той же час ця цифра зробила Чарлі другим за розміром ураганом в історії Сполучених Штатів після урагану Ендрю 1992 року, який коштував 27,3 мільярда доларів США.

### Карибські острови

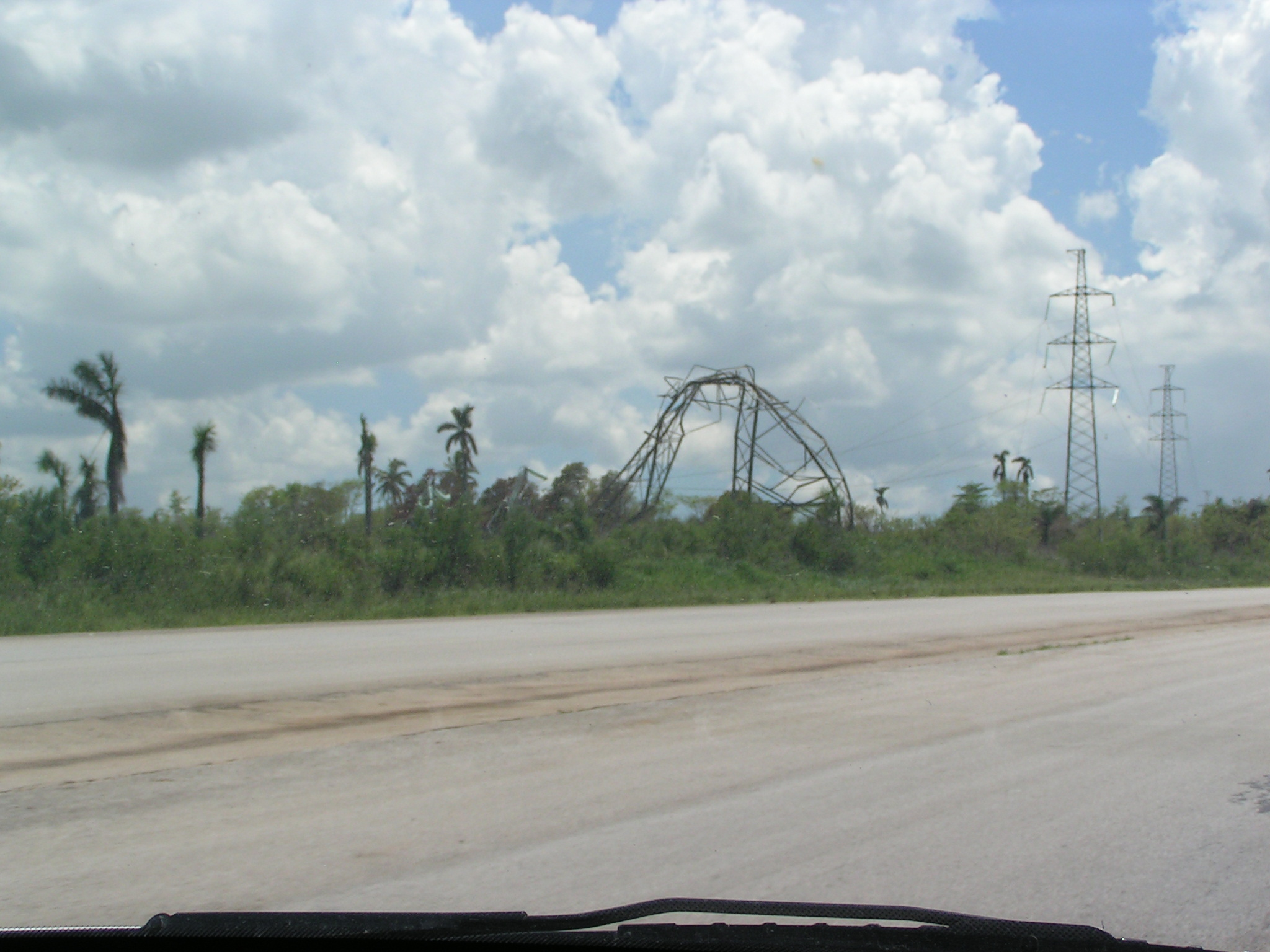
Лінії електропередачі на Кубі пошкоджені ураганом Чарлі

На Ямайці сильні вітри завдали помірної шкоди сільськогосподарському сектору, при цьому збитки врожаю та тваринництва склали 1,44 мільйона доларів США. Коли шторм пройшов уздовж південно-західного узбережжя Ямайки, він спричинив сильні вітри та дощі. Найбільших пошкоджень було завдано в парафіі Сент-Елізабет, де 100 осіб населення довелося розмістити у шести притулках. Сильний вітер повалив дерева та лінії електропередач, що призвело до відключення електроенергії та блокування доріг. По всій країні Чарлі приніс 4,1 мільйона доларів збитків і одна людина загинула. Незважаючи на близьке наближення Чарлі до Кайманових островів, острови в основному збереглися, і їм було завдано невеликої шкоди. Дощ був слабким, досягнувши максимуму в 0,9 дюйма (23 мм) на Великому Каймані, а Кайман-Брак повідомив про тропічні штормові вітри.
З оперативної точки зору, синоптики підрахували, що Чарлі вдарив південну Кубу зі швидкістю 105 миль на годину (170 км/год) ураганом 2 категорії за шкалою Саффіра-Сімпсона . В аналізі після сезону ураганів Чарлі визначив, що вдарив південну Кубу як 120 mph (195 km/h) ураган; початкова оцінка була переглянута на основі звіту про 118 mph (190 km/h) стійкі виміри вітру в Плайя-Баракоа, і це означало, що Чарлі став сильним ураганом при виході на сушу. Ураган викликав штормовий нагін силою до 13,1  фута (4,0  м ) в Плайя Кахіо; з іншого боку, швидке проходження Чарлі призвело до того, що кількість опадівбуло невеликим, з найбільшою кількістю, 5,87 дюйма (150 мм), що відбуваються в Маріель.
Сильні пориви вітру збили майже 1500 ліній електропередач та зруйнували 28 великих опор високовольтного тросу на електростанції у Маріелі. В результаті більше половини споживачів електроенергії в провінції Гавана залишилися без електрики на 12 днів після урагану, і вся провінція Пінар-дель-Ріо була без електрики понад 11 днів. У районах, куди глобально повернулася електроенергія, продовжувалися місцеві відключення електроенергії. Відключення електроенергії призвело до нестачі питної води для багатьох людей, включаючи відсутність питної води в місті Гавана протягом чотирьох днів. В результаті кубинський уряд надіслав цистерни з водою для задоволення короткострокових потреб. Так само більше тижня не вистачало газу для приготування їжі. Проте один урядовець Куби заявив, що для повернення основних комунальних послуг у багато ізольованих сіл може знадобитися до двох місяців.
Поруч із місцем виходу на берег Чарлі знищив 290 із 300 будинків у селі, а понад 70 000 будинків у Гавані були або пошкоджені, або зруйновані. Багато готелів повідомили про збитки, які потенційно можуть вплинути на важливу туристичну галузь країни. Збитки сільському господарству були серйозними: ураган пошкодив понад 3000 сільськогосподарських установ. Чиновники Citrus оцінили збиток у 15 000 метричних тонн грейпфрута на острові Молоді, тоді як сильний вітер зруйнував 66 000 метричних тонн цитрусових дерев у районі Гавани. Чарлі також знищив близько 57 000 акрів (230 км/кв ) фруктових дерев у районі Гавани. Приблизно 95% посівів цукрової тростини, квасолі та бананів були уражені на території Куби. Загалом, Чарлі несе пряму відповідальність за чотири смерті на Кубі та за 923 мільйони доларів у майновій шкоді, — насамперед від сільськогосподарських втрат.

### США
Ураган Чарлі дуже вплинув на штат Флорида. Загинули дев'ятеро людей; 20 людей загинули як непрямі жертви зі смертельним наслідком та від численних травм, що приписуються шторму. Збитки майну оцінили в 5,4 мільярда доларів і приблизно 285 мільйонів доларів у сільськогосподарській шкоді. Однак, через швидкість Чарлі (він перетнув півострів Флорида приблизно за сім годин) і невеликого розміру, опади вздовж стіни в основному обмежувалися 4-6 дюймів (10-15 сантиметрів).
Рухаючись на північ на захід від Флорида-Кіс , Чарлі зробив помірний вітер силою 48 mph (77 km/h) з поривами до 60 mph (95 km/h) у Кі-Уест. Вітер повалив кілька дерев, лінії електропередач та неукріплені знаки. Човен, викинутий сильною хвилею, вдарився в лінію електропередачі, що призвело до масових відключень електроенергії від Марафону до Кі-Уеста. У Форті Джефферсон у Сухому Тортугасі ураган викликав штормовий нагін силою до 6  футів (1,8  м ). Цей нагін у поєднанні з хвилями, що набігають, викликали сильну повінь у парку і пошкодили численні доки. Незважаючи на це, майнові збитки в цьому районі були мінімальними і становили 160 000 доларів.

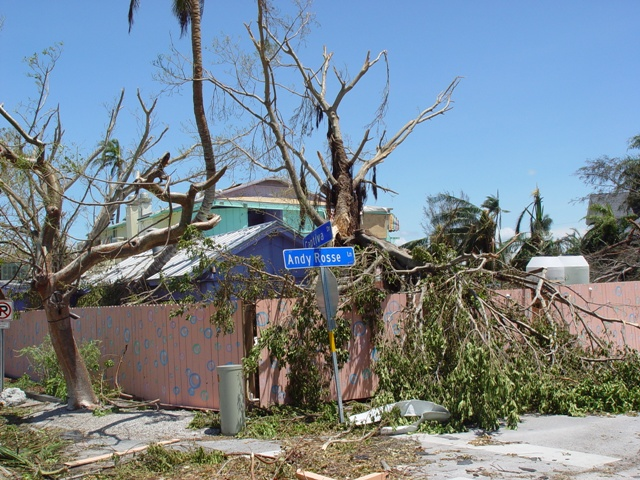
Збитки на острові Каптива

Ураган Чарлі пройшов прямо над островом Каптива неподалік Кайо-Коста з максимальною силою вітру 150 mph (240 km/h). Ураган зробив штормовий нагін силою до 6,5  фута (2,0  м ) на острові, що нижче очікуваного для шторму такої інтенсивності. Зменшення висоти нагону відбулося через невеликий розмір урагану та його швидку інтенсифікацію незадовго до виходу на сушу. Крім того, штормовий нагін у поєднанні з сильним градієнтом тиску утворив 450-meter-wide (0.28 mi) затоку на острові Північна Каптива, відомий як Чарлі-Кут. Сильні хвилі та штормові нагони викликали серйозну ерозію пляжів та пошкодження дюн у різних місцях. Ураган серйозно пошкодив п'ять будинків, легко пошкодив багато інших і повалив багато дерев на острові Гаспарілла. Принаймні половина з 300 будинків на острові Північна Каптива була істотно пошкоджена, у тому числі десять будівель зруйновано. На острові Каптива сильний вітер сильно пошкодив більшість будинків, а також кілька будівель для відпочинку.
Місту Аркадія в окрузі ДеСото було завдано серйозної шкоди, незважаючи на те, що він був відносно далі вглиб суші. Близько 95% будівель у центрі міста отримали будь-які пошкодження. Дах єдиного притулку в місті був розірваний вітром, внаслідок чого 3500 евакуйованих залишилися без захисту від шторму.

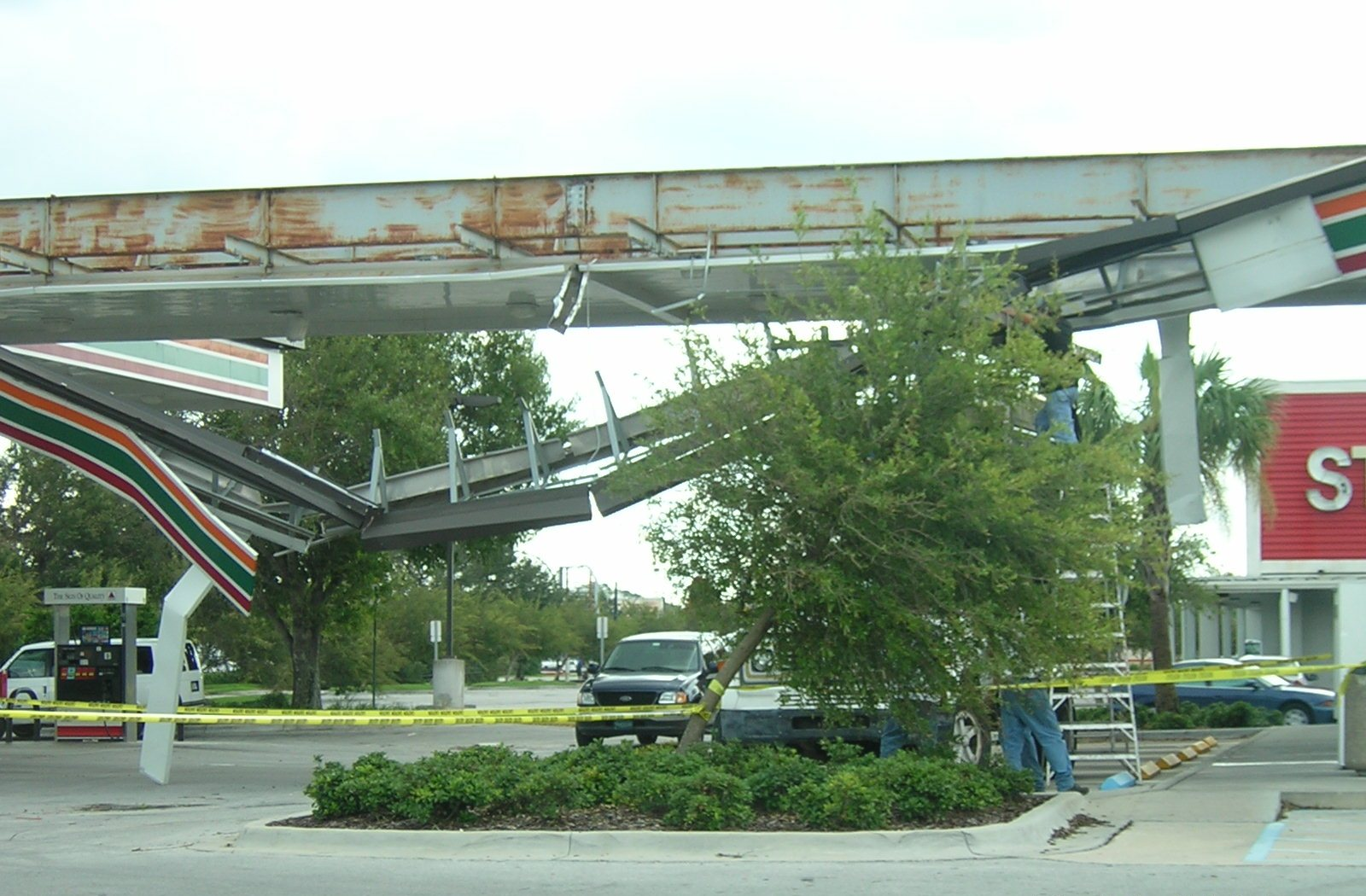
Пошкодження заправної станції ураганом Чарлі в Кіссіммі, Флорида

В окрузі Харді було завдано матеріальних збитків, оцінених у 750 мільйонів доларів, а також шість поранених, але про жодні смертельні випадки не повідомлялося. Чарлі призвів до відключення електроенергії у всьому окрузі, а також до пошкодження 3600 будинку та руйнування 1400. Радіовишка біля Себрінга була знесена разом із численними деревами та стовпами електропередач на північній та східній стороні округу Хайлендс. Крім того, було кілька повідомлень про сильно пошкоджені будинки в окрузі Полк біля Бебсон-парку та Ейвон-парку. В озері Уельс, штат Флорида, піщана шахта озера вторглася в State Road 60 через вплив хвиль і поглинула автомобіль. Крім того, в Озеро Уельс було зареєстровано 23 000 пошкоджень будівель, а також зруйновано 739 конструкцій. В окрузі зареєстровано сім смертей, одна з яких була визнана прямою.
На інших в округах Сарасота, Шарлотта , Лі і Коллієр сильні вітри урагану Чарлі завдали серйозної шкоди сотням будівель та дерев. Лі Каунті також витримав 8-футів (2,4  м ) штормовий нагін. Ці округи були незахищені від ока Чарлі, тому вони побачили найбільшу шкоду. Через свій невеликий розмір область найбільш інтенсивного пошкодження була розташована в межах 10-ми (16-кілометрового) діапазону з центром на шляху Чарлі, з додатковими важкими пошкодженнями, що утворюють зовнішню смугу, що тягнеться на 7,5 миль (12  км ) в кожну бік від внутрішньої смуги ушкодження. В окрузі Шарлотт було пошкоджено 80% будівель.

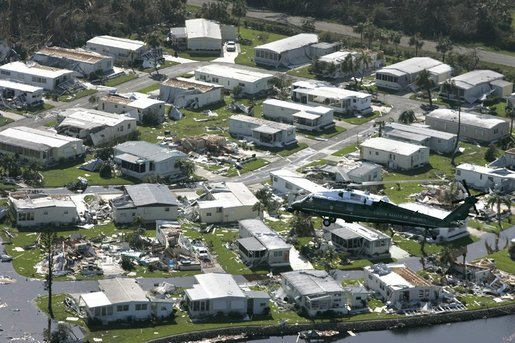
Президент Джордж Буш на борту Marine One обстежує збитки, завдані ураганом у парку пересувних будинків у Форт-Майєрсі, Флорида.

172 mph (277 km/h)На материковой части Флориды Чарли произвёл пиковый штормовой нагон 10-13 feet (3.0-4.0 metres) на пляже Вандербильт возле Неаполя , наряду с гораздо более низким нагоном в месте выхода на берег в Пунта-Горде. Ураган обрушився на Флориду, як правило, з невеликою кількістю опадів, максимальна кількість яких склала 9,88 дюйма (250 мм), що зустрічається в Бад Слау в окрузі Сарасота. В аэропорту Пунта-Горда, где обрушился ураган, скорость ветра до 90 mph (140 km/h), при порывах до 111 mph (179 km/h) до того, как орудие разнесло на части, вместе с большинством самолётов и самим аэропортом. Регіональний медичний центр Шарлотти зафіксував неофіційний пік вітру 172 mph (277 km/h). Лікарня Святого Йосипа в Порт-Шарлотті знесла дах сильним вітром Чарлі. Через компактний характер урагану радіус максимальних стійких вітрів урагану тягнувся лише на невелику відстань від його центру. Для порівняння, Форт-Майєрс, якому всього 25 миль (40  км ) від того місця, де Чарлі вийшов на сушу, витриманий вітер віяв всього 61 mph (98 km/h) з поривами 78 mph (126 km/h). У Південній Флориді Чарлі породив кілька торнадо, у тому числі довгоживучий F2 , що вразив Клевістон і п'ять слабких торнадо біля точки, де ураган обрушився на берег.

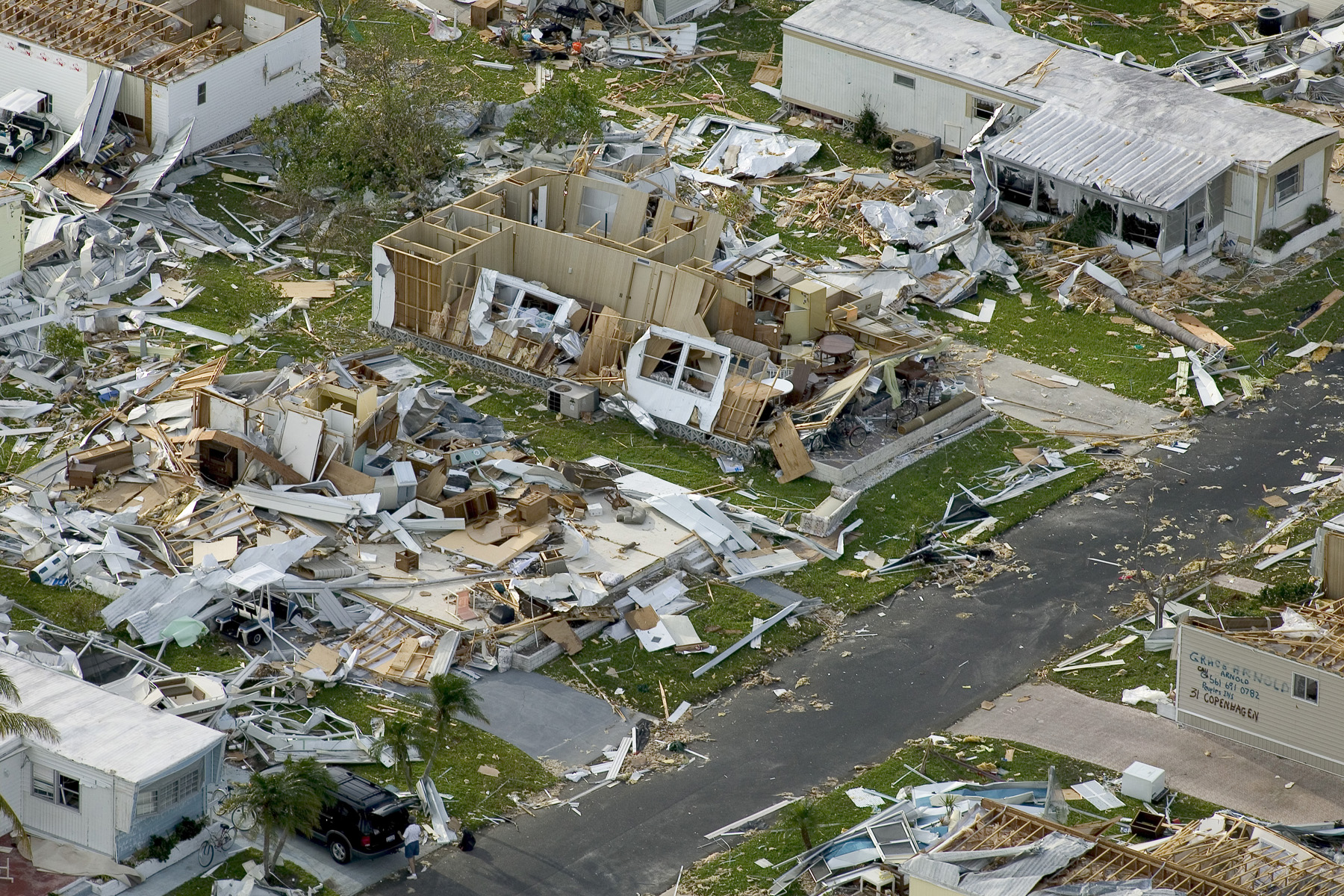
аерознімок зруйнованих будинків у Пунта-Горді

Найсерйозніші ушкодження від урагану «Чарлі» сталися в окрузі Шарлотт. У Бока-Гранді багато будинків було завдано значної шкоди дахам, а тисячі дерев та ліній електропередач були вирвані з коренем або обірвані. У Порт  - Шарлотт і Пунта - Горда, багато будівель, RVs і пересувні будинки були повністю зруйновані, у той час як інші будівлі зазнали покрівельних збитків через - за сильні вітри.
Чарлі спустошив південний захід Флориди, завдавши $16,9 мільярда в матеріальних збитках лише на півострові Флорида. Багато міст, таких як Пунта-Горда та Порт-Шарлотт, були знесені ураганом. Дерева були повалені, а трейлерні парки стерті з лиця землі аж до Ормонд-Біч.
Чарлі також завдав значної шкоди центральній та східній частинах штату. Сталося кілька можливих торнадо із сильними грозами під час шторму. Вітер оцінювався в 80 mph (130 km/h) витримувалися поблизу і на північ від Окічобі, тоді як вітер у міжнародному аеропорту Орландо досяг максимальної позначки 105 mph (170 km/h) у пориві. Шторм викликав втрату електрики у 2 мільйонів споживачів у Флориді. У деяких районах електрика не відновлювалася протягом декількох тижнів: 136 000 жителів не мали електрики через тиждень після виходу Чарлі на берег і 22 000 жителів - клієнти, в основному, з кооперативів , все ще чекали відновлення своєї роботи 26 серпня. Жителі Дейтона-Біч, Нью-Смірна-Біч і Порт-Ориндж в південно-східному окрузі Волусія також зіткнулися зі штормовими нагонами з річки Сент-Джонс і річки Галіфакс, а також з прибережним водним шляхом, коли Чарлі пройшов, перш ніж знову вийти в Атлантичний океан. Далі в глиб країни, графство Семінол зазнало одні з найсильніших вітрів, коли-небудь зафіксованих в результаті урагану в цьому районі, з поривом 97 mph (156 km/h) у Лонгвуді в 0407 UTC 14 і 101 mph (163 km/h) в Альтамонт-Спрінгс. Електроенергія в цих областях була відключена терміном до 12 днів після урагану в деяких місцях. 

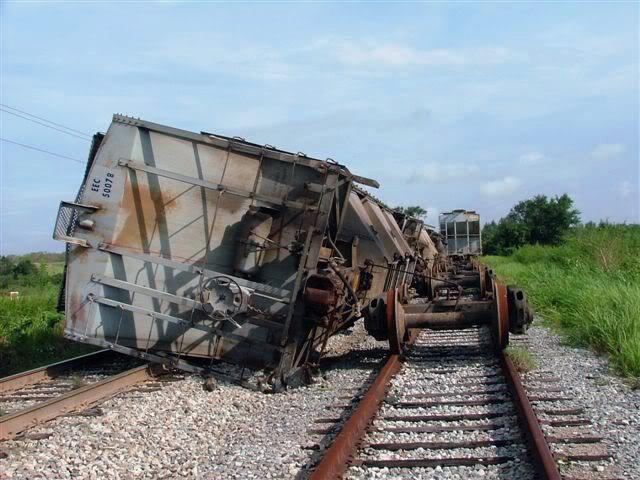
Порожні залізничні вагони перекинулися через сильний вітер урагану Чарлі у Форт-Міді.

Державні школи в деяких графствах, які постраждали від урагану, мали бути закриті на два тижні. У деяких районах це було необхідно, тому що шкільні будівлі були пошкоджені або зруйновані: всі 59  шкіл округу Оцеола були пошкоджені, а третина шкіл округу Шарлотта була зруйнована ударом Чарлі. Школи округу ДеСото отримали 6 мільйонів доларів, тоді як державні школи округу Оріндж отримали $ 9 мільйонів на шкоду їхній освітній інфраструктурі.
Сільськогосподарські втрати були тяжкі. У Флориді, другому за величиною виробника апельсинів у світі, збитки врожаю цитрусових оцінюються в 200 млн доларів, що призвело до збільшення цін на грейпфрутовий сік на 50%. Чарлі разом з іншими ураганами, що обрушилися на Флориду в 2004 році, завдали сільськогосподарських збитків у розмірі 2,2 мільярда доларів. Постраждали й інші посіви, розплідники, будівлі та сільськогосподарська техніка.

### Східне узбережжя США

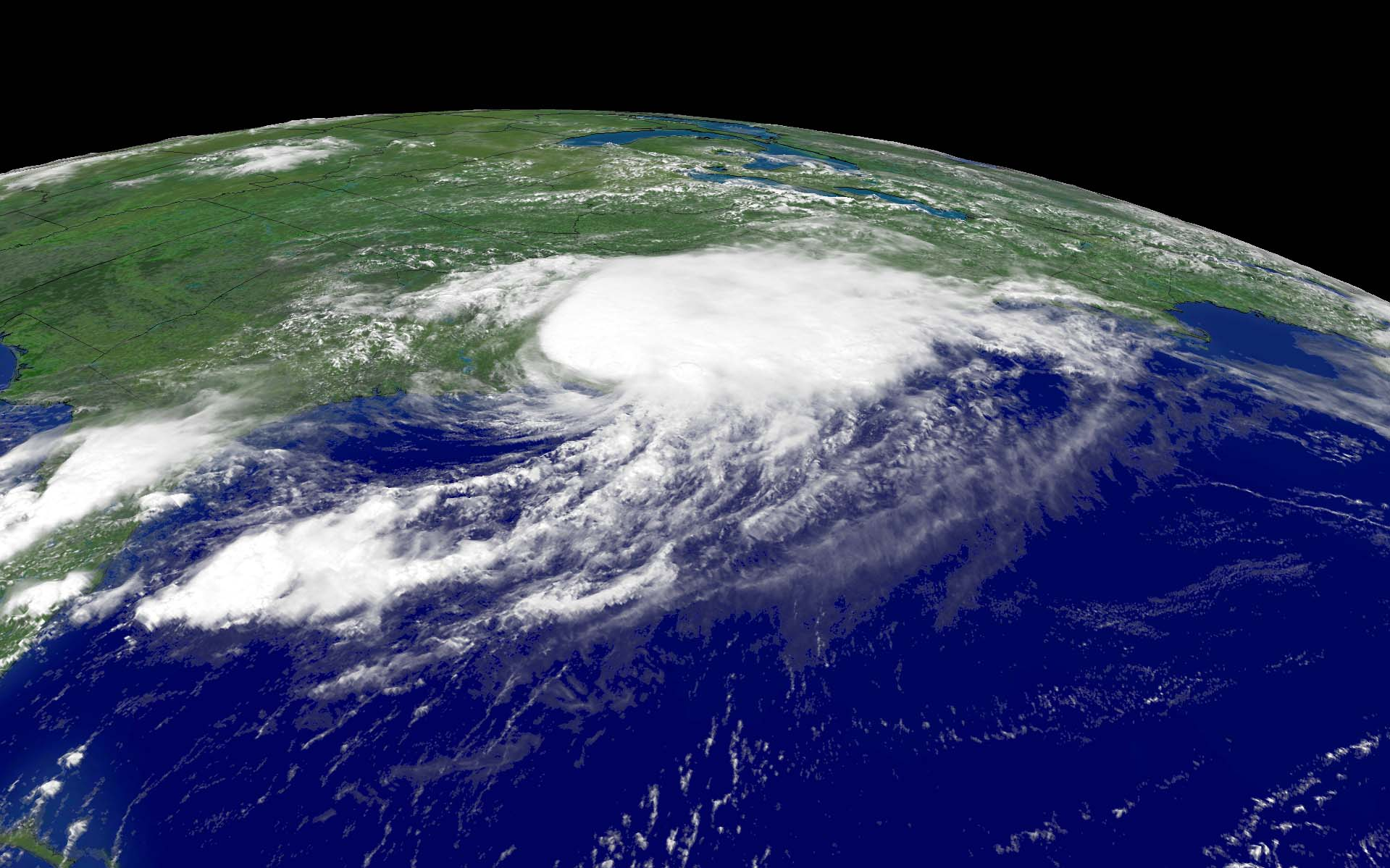
Ураган Чарлі одразу після третього виходу на берег США у Південній Кароліні

Вийшовши на берег на північному сході Південної Кароліни , Чарлі викликав ураганний приплив, який, за неофіційними даними, 7,19  фути (2,2  м ) у Міртл-Біч . Пориви вітру були помірними, максимум 60 mph (97 km/h) в Норт-Міртл-Біч, хоча було кілька неофіційних записів про ураганні пориви. Прошли помірні опади  досягнувши піку більше 7 в (178 мм). Помірний вітер повалив безліч дерев. В окрузі Чарлстон сталася раптова повінь, що викликала проблеми з дренажем. Збитки в Південній Кароліні склали 20 мільйонів доларів.
У Північній Кароліні випало приблизно 2-3 ft (0.61-0.91 m) дощу разом з хвилями до 8  футів (2,4  м ) у висоту. Це призвело до незначної ерозії пляжу по береговій лінії. Порив вітру від 60 to 70 mph (97 to 113 km/h), спричиняючи незначні ушкодження вітром. Кількість опадів у штаті була помірною, від 4 to 6 in (100 to 150 mm), але все ж таки викликав повінь у семи округах Північної Кароліни. Ураган породив п'ять слабких торнадо по всьому штату, включаючи F1 у Нагс-Хеді, який пошкодив двадцять структурних об'єктів. Чарлі знищив 40 будинків і був серйозно пошкоджено 2231231 будинок, у тому числі 221 пошкоджений пляжний будинок в Сансет-Біч. Найбільших збитків було завдано вокрузі Брансвік , де пориви вітру досягли максимальної позначки 85 mph (137 km/h) . Збитки посівів були також важкими в окрузі Брансвік: 50% врожаю тютюну було втрачено, а 30% кукурудзяних та овочевих полів було знищено. Сильний вітер повалив дерева та лінії електропередач, залишивши без електрики 65 000 людей. Збитки в Північній Кароліні склали 25 мільйонів доларів.
Тропічний шторм Чарлі зробив пориви вітру до 72 mph (116 km/h) на Chesapeake Light у Вірджинії , що призвело  відключень електроенергії. Кількість опадів була слабкою, від 2 до 3.7 in (51 до 94 мм). Чарлі зробив один торнадо в Чесапіку і один у Вірджинія-Біч. У Род-Айленді один чоловік потону.

## Замітки
Навесні 2005 р. Всесвітня метеорологічна організація виключила ім'я Чарлі зі списків назв тропічних циклонів, які постійно змінюються. В результаті ця назва більше ніколи не використовуватиметься для позначення урагану в Атлантиці. Назва була замінена на «Колін» у сезоні ураганів в Атлантиці 2010.